# Naučná stezka Borovice lánská
Naučná stezka Borovice lánská je naučná stezka v lese mezi Svratkou, Herálcem, Kameničkami a Vortovou. Celá je zaměřená na borovici lánskou. Její celková délka činí cca 3 km a nachází se na ní 4 zastavení.
Trasa začíná při silnici II/343 asi 1 km jihovýchodně od osady Krejcar. Odtud vede vlevo po lesní silničce směrem na Herálec. Po cca 1 km se stáčí prudce doprava a pokračuje necelý 1 km až na křižovatku lesních cest, kde končí.

## Zastavení
- Borovice lánská
- Pěstování borovice lánské
- CHKO Žďárské vrchy
- Lesní správa Nasavrky